# Le Pasquier
Le Pasquier ist eine französische Gemeinde im Département Jura in der Region Bourgogne-Franche-Comté.

## Geographie
Le Pasquier liegt auf 590 m, etwa sechs Kilometer nördlich der Stadt Champagnole (Luftlinie). Das Dorf erstreckt sich im Jura, auf dem weiten Plateau des Angillon westlich des Bachlaufs, zwischen den Höhenrücken der Côte de l’Heute im Westen und der Forêt de la Fresse im Osten.
Die Fläche des 7,75 km² großen Gemeindegebiets umfasst einen Abschnitt des französischen Juras. Das gesamte Gebiet wird von einem Plateau eingenommen, das durchschnittlich auf 600 m liegt und überwiegend von Acker- und Wiesland, im Westen von Wald bestanden ist. Entwässert wird das Gebiet durch den Angillon, der durch eine breite, teils vermoorte Niederung südwärts zum Ain fließt. Im Osten reicht der Gemeindeboden bis an das Ufer des Moorsees Étang du Moutoux. Nach Westen erstreckt sich das Gemeindeareal in das ausgedehnte Waldgebiet des Bois des Rieppes. Hier wird mit 661 m die höchste Erhebung von Le Pasquier erreicht.
Zu Le Pasquier gehört der Weiler Les Baraques (584 m) westlich des Bachlaufs des Angillon. Nachbargemeinden von Le Pasquier sind Vers-en-Montagne im Norden, Le Latet, Moutoux und Saint-Germain-en-Montagne im Osten, Vannoz und Ardon im Süden sowie Montrond und Valempoulières im Westen.

## Geschichte
Das im 12. Jahrhundert erwähnte Le Pasquier bildete im Mittelalter eine eigene Herrschaft. Der Ortsname leitet sich ursprünglich vom lateinischen Wort pascuarium (Weide) her. Der Herrschaftssitz wurde durch Truppen des Königs Ludwig XI. zerstört. Im Jahr 1639 wurde die Ortschaft von den vorbeiziehenden Truppen des Herzogs Bernhard von Sachsen-Weimar gebrandschatzt. Zusammen mit der Franche-Comté gelangte Le Pasquier mit dem Frieden von Nimwegen 1678 an Frankreich.

## Sehenswürdigkeiten

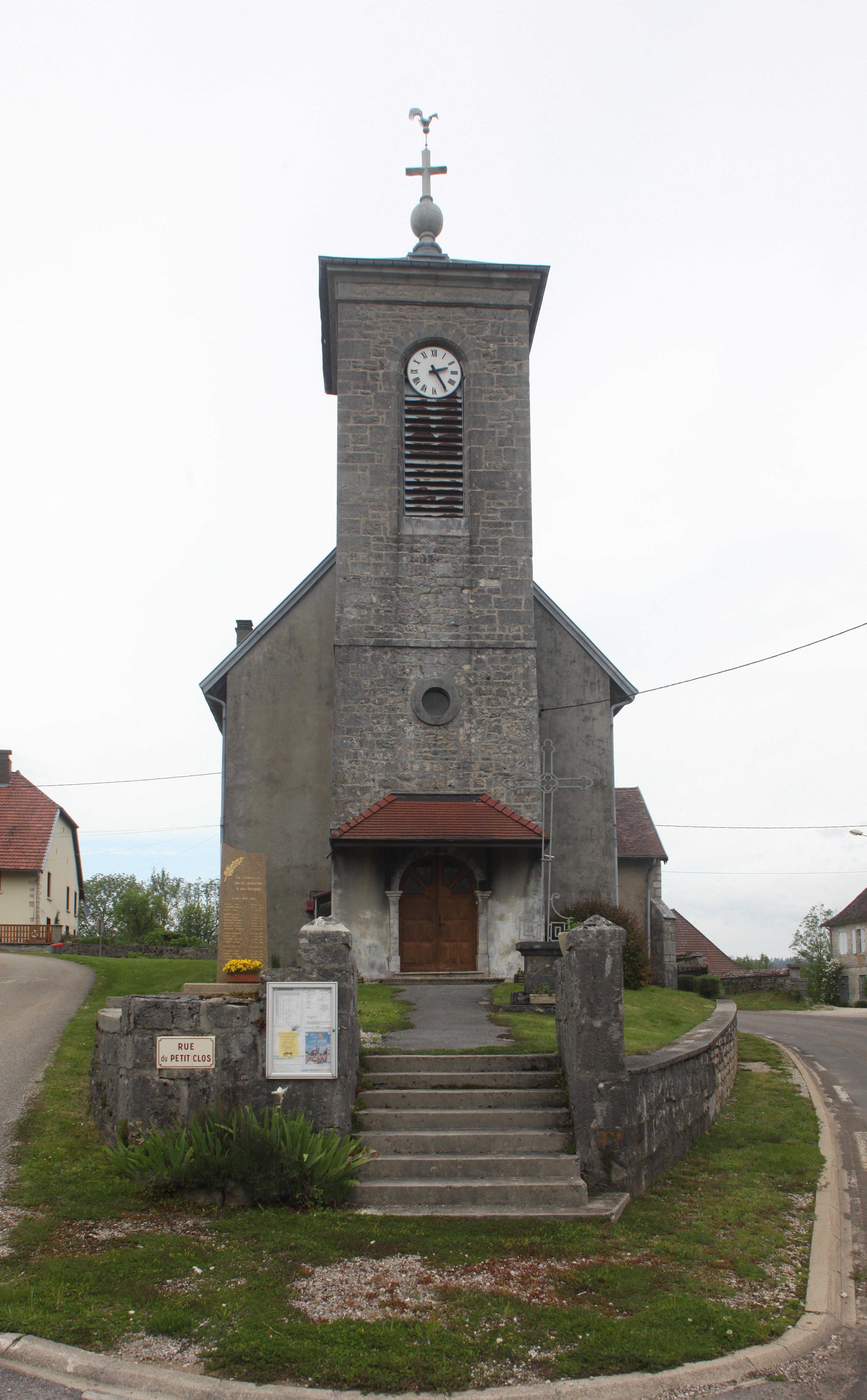
Kirche Saint-Nicolas

Die Dorfkirche Saint-Nicolas in Le Pasquier wurde im 19. Jahrhundert an der Stelle einer Kapelle aus dem 17. Jahrhundert erbaut. Das Schloss aus dem 17. Jahrhundert wurde restauriert.

## Bevölkerung
| Jahr                       | 1962 | 1968 | 1975 | 1982 | 1990 | 1999 | 2005 | 2018 |
| -------------------------- | ---- | ---- | ---- | ---- | ---- | ---- | ---- | ---- |
| Einwohner                  | 192  | 192  | 183  | 209  | 238  | 252  | 247  | 257  |
| Quellen: Cassini und INSEE |      |      |      |      |      |      |      |      |

Mit 285 Einwohnern (Stand 1. Januar 2022) gehört Le Pasquier zu den kleinen Gemeinden des Départements Jura. Nachdem die Einwohnerzahl in der ersten Hälfte des 20. Jahrhunderts stets im Bereich von rund 220 Personen gelegen hatte, wurde seit Beginn der 1970er Jahre eine leichte Bevölkerungszunahme verzeichnet.

## Wirtschaft und Infrastruktur
Le Pasquier war bis weit ins 20. Jahrhundert hinein ein vorwiegend durch die Landwirtschaft und die Forstwirtschaft geprägtes Dorf. Daneben gibt es heute einige Betriebe des lokalen Kleingewerbes, darunter ein Unternehmen der Möbelherstellung. Mittlerweile hat sich das Dorf auch zu einer Wohngemeinde gewandelt. Viele Erwerbstätige sind Wegpendler, die in den größeren Ortschaften der Umgebung ihrer Arbeit nachgehen.
Die Ortschaft ist verkehrstechnisch gut erschlossen. Sie liegt an der Hauptstraße D467, die von Champagnole nach Salins-les-Bains führt. Weitere Straßenverbindungen bestehen mit Valempoulières und Saint-Germain-en-Montagne.